# オグルンチ・テギン
オグルンチ・テギン（玉古倫赤的斤/Ögrünč tigin、生没年不詳）は、モンゴル帝国領ウイグル王国の王（イディクート）。
『元史』などの漢文史料では玉古倫赤的斤(yùgǔlúnchì dejīn)、『世界征服者史』などのペルシア語史料ではاوکنج(ūknchī)と記される。前者に基づいて「ユグルンチ」、後者に基づいて「ウグンチュ」とも表記されるが、原音は「歓喜」を意味するÖgrünčであると考えられている。

## 生涯
バルチュク・アルト・テギンの子として生まれる。
1252年、兄であるイディクート（ウイグル国王）のサランディ・テギンが領内のイスラム教徒を虐殺しようとしているという冤罪をかけられ、モンゴル帝国のもと公衆の面前で処刑された。これを機にモンケ・カアンはウイグル王国内のオゴデイ派を一掃し、その上でオグルンチにウイグル王国のイディクート位を授与した。
オグルンチが死去すると、子のマムラク・テギン（馬木剌的斤）が後を継いだ。

## 天山ウイグル王家
- ヨスン・テムル（Üsen temür ＞月仙帖木児/yuèxiān tièmùér）
  - バルチュク・アルト・テギン（Barǰuq art tigin ＞巴而朮阿而忒的斤/bāérzhú āértè dejīn,بارجق/bārjūq）
    - キシュマイン（Kišmain ＞کیشماین/kīshmāīn）
    - サランディ・テギン（Salandi tigin ＞سالندی/sālandī）
    - オグルンチ・テギン（Ögrünč tigin ＞玉古倫赤的斤/yùgǔlúnchì dejīn,اوکنج/ūknchī）
      - マムラク・テギン（Mamuraq tigin ＞馬木剌的斤/mǎmùlà dejīn）
        - コチカル・テギン（Qočqar tigin ＞火赤哈児的斤/huǒchìhāér dejīn）
          - ネウリン・テギン（Neülin tigin ＞紐林的斤/niǔlín dejīn）
            - テムル・ブカ（Temür buqa ＞帖木児不花/tièmùér bùhuā）
              - ブダシリ（Budaširi ＞不答失里/bùdáshīlǐ）
                - コシャン（Qošang ＞和賞/héshǎng）

            - センキ・テギン（Sengki tigin ＞籛吉/jiānjí）
            - タイピヌ・テギン（Taypinu tigin ＞太平奴/tàipíngnú）
            - ？オルク・テムル（Ürük temür ＞月魯帖木児/yuèlǔ tièmùér）
              - サンガ（Sangga ＞桑哥/sānggē）

          - キプチャクタイ（Qipčaqtai ＞欽察台/qīnchátái）
          - イル・イグミシュ・ベキ（Il yïγmïš begi ＞也立亦黒迷失別吉/yělì yìhēimíshī biéjí）
          - ソソク・テギン（Sösök tigin ＞雪雪的斤/xuěxuě dejīn）
            - ドルジ・テギン（Dorǰi tigin ＞朶児的斤/duǒér dejīn）
              - バヤン・ブカ・テギン（Bayan buqa tigin ＞伯顔不花的斤/bǎiyán bùhuā dejīn）